# The River (chanson de Bruce Springsteen)
Pour les articles homonymes, voir The River.
Singles de Bruce Springsteen
Hungry Heart Cadillac Ranch
Pistes de The River
I Wanna Marry You Point Blank
The River est une chanson écrite et composée par Bruce Springsteen. Elle est parue sur son cinquième album The River publié en octobre 1980, puis en single en mai 1981.
Une version live de la chanson est présente dans le film britannique Music of My Life (2019) de Gurinder Chadha.